# Karin Jørgensen (Triathletin)
Karin Jørgensen (* 16. August 1963) ist eine ehemalige dänische Triathletin. Sie ist Triathlon-Europameisterin auf der Langdistanz (1997).

## Werdegang
Im August 1997 wurde die damals 33-jährige Karin Jørgensen in Fredericia Triathlon-Europameisterin auf der Langdistanz (3,8 km Schwimmen, 180 km Radfahren und 42,195 km Laufen).

Sie konnte sich dreimal für einen Startplatz beim Ironman Hawaii (Ironman World Championships) qualifizieren und erzielte ihr bestes Ergebnis im Oktober 1997 mit dem 12. Rang.
Seit 2001 tritt Jørgensen nicht mehr international in Erscheinung.

## Sportliche Erfolge
| Datum/Jahr    | Rang | Wettbewerb                                         | Austragungsort    | Zeit     | Bemerkung                                  |
| ------------- | ---- | -------------------------------------------------- | ----------------- | -------- | ------------------------------------------ |
| 2001          | 2    | Almere-Triathlon                                   | Almere            |          | Zweite hinter der Niederländerin Cora Vlot |
| 3. Okt. 1998  | 24   | Ironman Hawaii                                     | Hawaii            | 10:42:35 |                                            |
| 18. Okt. 1997 | 12   | Ironman Hawaii                                     | Hawaii            | 10:26:26 |                                            |
| 2. Aug. 1997  | 1    | ETU Long Distance Triathlon European Championships | Fredericia        | 09:49:26 | ETU-Europameisterin Langdistanz            |
| 24. Mai 1997  | 3    | Ironman Lanzarote                                  | Puerto del Carmen |          | hinter Paula Newby-Fraser                  |
| 26. Okt. 1996 | 24   | Ironman Hawaii                                     | Hawaii            | 10:17:52 |                                            |

(DNF – Did Not Finish)